# Bosse (Zählmaß)
Bosse war ein österreichisches Stückmaß und bedeutete eine Handvoll. Anwendung fand das Maß für den der Länge nach zusammengedrückte Flachs oder Hanf, also Bund Flachs oder Bund Hanf. Das Maß steht für die Stückzahl Vier.
- 1 Bosse = 1/4 Bock